# CUTIE STREET
 (août 2025).
La mise en forme du texte ne suit pas les recommandations de Wikipédia : il faut le « wikifier ».
Les points d'amélioration suivants sont les cas les plus fréquents :
- Les titres sont pré-formatés par le logiciel. Ils ne sont ni en capitales, ni en gras.
- Le texte ne doit pas être écrit en capitales (les noms de famille non plus), ni en gras, ni en italique, ni en « petit »…
- Le gras n'est utilisé que pour surligner le titre de l'article dans l'introduction, une seule fois.
- L'italique est rarement utilisé : mots en langue étrangère, titres d'œuvres, noms de bateaux, etc.
- Les citations ne sont pas en italique mais en corps de texte normal. Elles sont entourées par des guillemets français : « et ».
- Les listes à puces sont à éviter, des paragraphes rédigés étant largement préférés. Les tableaux sont à réserver à la présentation de données structurées (résultats, etc.).
- Les appels de note de bas de page (petits chiffres en exposant, introduits par l'outil «  Source ») sont à placer entre la fin de phrase et le point final[comme ça].
- Les liens internes (vers d'autres articles de Wikipédia) sont à choisir avec parcimonie. Créez des liens vers des articles approfondissant le sujet. Les termes génériques sans rapport avec le sujet sont à éviter, ainsi que les répétitions de liens vers un même terme.
- Les liens externes sont à placer uniquement dans une section « Liens externes », à la fin de l'article. Ces liens sont à choisir avec parcimonie suivant les règles définies. Si un lien sert de source à l'article, son insertion dans le texte est à faire par les notes de bas de page.
- La présentation des références doit suivre les conventions bibliographiques. Il est recommandé d'utiliser les modèles {{Ouvrage}}, {{Chapitre}}, {{Article}}, {{Lien web}} et/ou {{Bibliographie}}. Le mode d'édition visuel peut mettre en forme automatiquement les références.
- Insérer une infobox (cadre d'informations à droite) n'est pas obligatoire pour parachever la mise en page.

Pour une aide détaillée, merci de consulter Aide:Wikification.
Si vous pensez que ces points ont été résolus, vous pouvez retirer ce bandeau et améliorer la mise en forme d'un autre article.
 (août 2025).
 (août 2025).
Le contenu est difficilement compréhensible vu les erreurs de traduction, qui sont peut-être dues à l'utilisation d'un logiciel de traduction automatique.
CUTIE STREET est un groupe d'idoles féminines japonaises. Formé en 2024 du système Asobi . Il est communément connu sous le nom de Cu-suto, et ses fans s'appellent Cu-test,,.
Elle est un groupe d'idoles né du projet « KAWAII LAB. » d'Asobi System. La productrice est Misa Kimura (ancienne leader de Musubi Zumu), qui est également la productrice générale du projet.
La chanson « Kawaii Dake Ja Dame Desuka ? », sortie le 9 septembre 2024, peu de temps après leurs débuts, est devenue un succès viral principalement sur les sites de réseaux sociaux tels que TikTok, et a attiré l'attention comme l'un des groupes d'idoles « kawaii » typiquement japonais,,.

## Concept
Le nom du groupe est basé sur l'idée que « vous pouvez être ce que vous voulez être (CUTIE) et aller où vous voulez (STREET) », et que les filles et les personnes qui les accompagnent doivent trouver le « vous » qu'elles veulent être.
Le concept du groupe est « KAWAII MAKER » et « les huit membres, tous d'âges et de milieux différents, agiront en tant que KAWAII MAKER et transmettront au monde le KAWAII qu'ils ont créé à Harajuku ».

## Histoire
Un nouveau groupe d'idoles a été annoncé par KAWAII LAB. le 23 juillet 2024, et le nom du groupe CUTIE STREET ainsi que ses huit membres ont été révélés le 30 juillet. Le 4 août de la même année, elle a fait ses débuts sur scène en se produisant sur la scène KAWAII LAB du projet SMILE GARDEN du TOKYO IDOL FESTIVAL 2024,.
La chanson « Kawaii dake ja damemasuka ? » (Est-ce que c'est mal d'être seulement mignonne ?), présentée lors d'un concert de lancement et sortie en streaming le 9 septembre 2024, est devenue virale sur les réseaux sociaux, notamment grâce à des vidéos postées sur TikTok. Elle est restée dans le classement hebdomadaire « TikTok Weekly Top 20 » publié par Billboard JAPAN, qui mesure la popularité des chansons sur TikTok, pendant 8 semaines consécutives entre septembre et octobre, et a occupé la première place pendant 5 semaines consécutives. Elle figure également à la 8e place du classement annuel « TikTok Songs Chart of the Year 2024 » de Billboard JAPAN,, . 
Le 13 novembre 2024, ils sortent leur premier CD single, composé de cinq chansons , dont la chanson titre, « Kawaii Dake Ja Dame Desuka ? » a été publié.

## Membres
Les dates de naissance, les villes natales, les tailles et les couleurs des membres proviennent de la version officielle d'Asobi System.
| Nom             | Date de naissance | Villes natales | Taille | Coleur             |
| --------------- | ----------------- | -------------- | ------ | ------------------ |
| Risa Furusawa   | 11 août 2000      | Kumamoto       | 158 cm | Jaune              |
| Aika Sano       | 26 novembre 2000  | Tokyo          | 151 cm | Rouge              |
| Kana Itakura    | 11 novembre 2001  | Chiba          | 157 cm | Vert menthe / Vert |
| Ayano Masuda    | 26 mai 2003       | Aichi          | 156 cm | bleu               |
| Emiru Kawamoto  | 22 avril 2002     | Kanagawa       | 149 cm | orange             |
| Miyu Umeda      | 13 septembre 2004 | Kumamoto       | 150 cm | azur               |
| Nagisa Manabe   | 28 juin 2004      | Kanagawa       | 161 cm | violet             |
| Haruka Sakuraba | 29 janvier 2006   | Hokkaido       | 154 cm | rose               |